# Campeonato Femenino Sub-20 de la OFC 2015
El Campeonato Femenino Sub-20 de la OFC 2015 fue la séptima edición de dicho torneo. Se disputa en Tonga entre el 1 y el 10 de octubre. Participaron cinco selecciones en un sistema de todos contra todos.
Tomaron parte Nueva Caledonia, Nueva Zelanda, Samoa, Tonga y Vanuatu. Nueva Zelanda, campeón del torneo al conseguir la mayor cantidad de puntos, clasificó a la Copa Mundial de 2016, a la que Papúa Nueva Guinea ya estaba clasificada como organizador.

## Equipos participantes
| Equipos participantes | Equipos participantes | Equipos participantes | Equipos participantes |
| --------------------- | --------------------- | --------------------- | --------------------- |
| Nueva Caledonia       | Nueva Zelanda         | Samoa                 |                       |
| Tonga                 | Vanuatu               |                       |                       |

## Clasificación
| Equipo          | Pts | PJ | PG | PE | PP | GF | GC | Dif |
| --------------- | --- | -- | -- | -- | -- | -- | -- | --- |
| Nueva Zelanda   | 12  | 4  | 4  | 0  | 0  | 69 | 0  | 69  |
| Samoa           | 5   | 4  | 1  | 2  | 1  | 12 | 18 | -6  |
| Vanuatu         | 5   | 4  | 1  | 2  | 1  | 10 | 24 | -14 |
| Nueva Caledonia | 3   | 4  | 1  | 0  | 3  | 5  | 38 | -33 |
| Tonga           | 2   | 4  | 0  | 2  | 2  | 7  | 23 | -16 |

## Resultados
| 1 de octubre de 2015 | Tonga | 0:15 (0:7) | Nueva Zelanda | Loto-Tonga Soka Centre, Nukualofa |                         |
|                      |       | Reporte    | Rolston 19' 48' 69' · Pereira 30' 45+1' 64' · Coombes 32' 34' 44' · Cleverley 41' 75' 90+1' · Robertson 62' · Jale 78' 82' | Árbitro(s): George Time           | Árbitro(s): George Time |

| 1 de octubre de 2015 | Vanuatu                                           | 4:0 (0:0) | Nueva Caledonia | Loto-Tonga Soka Centre, Nukualofa |                          |
|                      | Melteviel 53' · Batick 72' · Anis 77' · Senis 89' | Reporte   |                 | Árbitro(s): Salesh Chand          | Árbitro(s): Salesh Chand |

| 3 de octubre de 2015 | Nueva Zelanda | 26:0 (17:0) | Nueva Caledonia | Loto-Tonga Soka Centre, Nukualofa |                            |
|                      | Rolston 2' 3' 5' 11' 14' 20' (pen.) 22' 27' 28' 32' 45+6' · Satchell 8' 25' 49' · Pereira 15' 37' 50' 77' 85' 90+3' · Jale 34' 38' 64' · Parris 56' · Robertson 72' · Richards 50' | Reporte     |                 | Árbitro(s): Finau Vulivuli        | Árbitro(s): Finau Vulivuli |

| 3 de octubre de 2015 | Tonga                | 3:3 (1:0) | Samoa                                    | Loto-Tonga Soka Centre, Nukualofa |                       |
|                      | Tongia 39' 56' 90+2' | Reporte   | Ah Ki 60' · Faasavalu 75' · Daniells 87' | Árbitro(s): Amos Anio             | Árbitro(s): Amos Anio |

| 5 de octubre de 2015 | Nueva Caledonia          | 2:6 (1:4) | Samoa                                                    | Loto-Tonga Soka Centre, Nukualofa |                         |
|                      | Tchacko 12' · Oniary 82' | Reporte   | Moaata 5' · Fiso 8' 23' 51' · Daniells 40' · Nielsen 76' | Árbitro(s): George Time           | Árbitro(s): George Time |

| 5 de octubre de 2015 | Nueva Zelanda | 18:0 (11:0) | Vanuatu | Loto-Tonga Soka Centre, Nukualofa |                            |
|                      | Pereira 5' 15' 18' 22' 63' 77' · Rolston 8' 10' 40' 43' 57' 65' 81' 82' 84' · Robertson 13' 45' · Cleverley 26' (pen.) | Reporte     |         | Árbitro(s): Finau Vulivuli        | Árbitro(s): Finau Vulivuli |

| 8 de octubre de 2015 | Samoa                          | 3:3 (0:2) | Vanuatu                        | Loto-Tonga Soka Centre, Nukualofa |                          |
|                      | Daniells 48' 90+6' · Ah Ki 54' | Reporte   | Melteviel 6' 66' · Charley 22' | Árbitro(s): Salesh Chand          | Árbitro(s): Salesh Chand |

| 8 de octubre de 2015 | Nueva Caledonia                     | 3:2 (1:0) | Tonga           | Loto-Tonga Soka Centre, Nukualofa |                       |
|                      | Nyipie 24' · Tchacko 64' · Hace 83' | Reporte   | Laakulu 67' 89' | Árbitro(s): Amos Anio             | Árbitro(s): Amos Anio |

| 10 de octubre de 2015 | Vanuatu                     | 2:2 (1:0) | Tonga                   | Loto-Tonga Soka Centre, Nukualofa |                            |
|                       | Charley 23' · Melteviel 89' | Reporte   | Laakulu 79' · Akolo 86' | Árbitro(s): Finau Vulivuli        | Árbitro(s): Finau Vulivuli |

| 10 de octubre de 2015 | Samoa                                                                                            | 0:10 (0:3) | Nueva Zelanda | Loto-Tonga Soka Centre, Nukualofa |                         |
|                       | Cleverley 18' · Rolston 40' 45+1' · Pereira 46' · Coombes 53' · Main 55' 58' 74' · Robertson 80' | Reporte    |               | Árbitro(s): George Time           | Árbitro(s): George Time |

| Bandera de Nueva Zelanda |
| Campeón Nueva Zelanda    |
| 5º título                |